# Османско междуцарствие
Османското междуцарствие е период на междуособици в държавата на османците, определян от някои изследователи не съвсем коректно и като гражданска война, продължил от битката при Ангора (28 юли 1402 г.) до битката при Чамурли (15 юли 1413 г. – днес полесражението се намира на дъното на язовир Искър).

## История

### Последствия от Анкарската битка
Разгромът на султан Баязид I в Анкарската битка прекъсва периода на разрастване на османските владения. С подкрепата на Тимур завладените от османците бейлици Гермиян, Сарухан, Айдън, Ментеше и Караман връщат самостоятелността си, а предишните им владетели се връщат на власт. Обсадата на Константинопол е прекратена и византийците си връщат някои владения, главно на Балканите. Тимур разграбва западните части на Мала Азия, сломявайки съпротивата на Сюлейман Челеби и други местни турски владетели и прогонвайки от Смирна хоспиталиерите, след което през 1403 година се оттегля на изток към основните си владения. Много жители на региона се спасяват в Константинопол или се прехвърлят на Балканите, заедно със Сюлейман Челеби.

### Управление на Сюлейман Челеби на Балканите
През есента на 1402 година Сюлейман взема страната на Вук Лазаревич и Георги Бранкович в спора им за Косовското и Моравското наследство срещу Стефан Лазаревич, изпращайки военни контингенти в тяхна подкрепа. Конфликтите между сръбските владетели дават възможност на Сюлейман да запази османския сюзеренитет над тях, въпреки поражението при Анкара.
В началото на 1403 година Сюлейман Челеби, стремейки се да укрепи позициите си на Балканите, за да се опита да отвоюва Анадола, сключва Галиполския договор с Византия, Венеция, Генуа и хоспиталиерите. С него той се признава символично за васал на императора и му отстъпва Солун и част от крайбрежието на Мраморно и Черно море до Месемврия на север. Венецианците получават териториални отстъпки в Албания и по крайбрежието на Йонийско море. С тези отстъпки Сюлейман осигурява тила си и започва да се подготвя за поход в Мала Азия.
В началото на 1409 година Сюлейман изпраща значителни сили в подкрепа на Вук Лазаревич в подновения му конфликт срещу Стефан Лазаревич. Действията на османските войски са успешни и Поморавието е разделено на две части – на север управлява Стефан, а на юг Вук с Георги Бранкович, като всички те са васали на Сюлейман Челеби.

### Управление на Мехмед Челеби в Анадола
След Анкарската битка и загубата на много от анадолските владения на османците, Мехмед Челеби се установява в Токат, където, поне първоначално, управлява като васал на Тимур. Той води успешни военни действия срещу различни местни владетели, а след като Тимур заминава на изток започва поход срещу брат си Иса Челеби, който управлява в старата османска столица Бурса. През лятото Мехмед превзема Бурса, но Иса успява да избяга и с помощта на Сюлейман Челеби и византийците прави опити да си върне властта. В началото на 1404 година Иса Челеби и съюзниците му от няколко анадолски бейлика са разгромени от Мехмед.
Използвайки войната между братята си, в началото на 1404 година Сюлейман Челеби се прехвърля в Мала Азия и влиза в Бурса, изтласквайки Мехмед на изток. В началото на лятото той превзема Анкара, а Мехмед се укрепява в първоначалните си владения около Амасия. В началото на следващата година Мехмед прави опит за контранастъпление, но е отблъснат от Сюлейман и неговия велик везир Али Чандарлъ. След това Сюлейман прави опит да превземе караманската крепост Сиврихисар, но не постига успех и през следващите няколко години военните действия замират.
През пролетта на 1410 година Сюлейман е заплашен от действията на Муса Челеби на Балканите и се придвижва с основните си сили на запад. Възползвайки се от това и от смъртта на Али Чандарлъ, Мехмед си връща Анкара, а след това и Бурса, като доскорошните анадолски васали на Сюлейман преминават под негова власт.

### Кампания на Муса Челеби на Балканите
По време на Анкарската битка Муса Челеби е пленен от Тимур, който след смъртта на Баязид го предава на бея на Гермиян, а той – на брат му Мехмед, при когото той живее като пленник. През 1409 година Мехмед се споразумява с анадолските си съюзници и влашкия войвода Мирчо Стари и изпраща Муса във Влашко. Там той се жени за дъщеря на Мирчо Стари и започва да се подготвя да нападне в гръб Сюлейман Челеби.
Походът на Муса започва в самия край на 1409 година, когато той преминава Дунав и известно време обсажда без успех византийската крепост Месембрия. В средата на февруари той нанася поражение при Ямбол, на част от армията на Сюлейман, командвана от Саруджа паша. През май той завзема Галиполи, като византийският император Мануил II Палеолог прави неуспешни опити да го отблъсне, а Сюлейман остава на азиатския бряг. Той все пак се прехвърля в Европа с помощта на императора и на 15 юни нанася в битка при Космидион поражение на Муса. Той трябва да бяга към Ямбол, а сръбските му съюзници се отказват от него – Вук Лазаревич преминава на страната на Сюлейман, а Стефан Лазаревич се укрива в Галата.
Малко по-късно, след като научава, че Сюлейман е изпратил Вук да завземе земите му, Стефан отново се присъединява към Муса. Хора на Муса успяват да настигнат и заловят в Пловдив Вук Лазаревич, който е обезглавен, но на 11 юли Муса отново понася поражение от Сюлейман и е принуден да бяга в земите на Стефан. През есента на 1410 година сблъсъците между Муса и Сюлейман продължават между Пловдив, Ямбол и Одрин.
През февруари Муса Челеби тръгва от Ямбол с намерение да обсади Сюлейман в Одрин. След като видни военачалници, сред които е и Евренос, преминават на страната на Муса, той превзема града, а Сюлейман е убит малко по-късно, докато се опитва да избяга в Константинопол.

### Краят на гражданската война
След смъртта на Сюлейман за няколко месеца Муса успява да установи контрол над всички османски владения на Балканите, но скоро влиза в конфликт с доскорошния си съюзник Стефан Лазаревич. В края на годината император Мануил изпраща срещу него сина на Сюлейман Орхан, но Муса го отблъсква и достига до Константинопол. В същото време той губи подкрепата на някои свои васали, а с конфискациите на имущество на влиятелни бейове от времето на Сюлейман предизвиква недоволството на турския елит. Сръбският му васал Георги Бранкович напуска армията му и се укрива в Константинопол, а видни военачалници като Ибрахим Чандарлъ и Мехмед Михалоглу се прехвърлят в Анадола при Мехмед Челеби.
През пролетта на 1412 година Мехмед е прехвърлен от византийския флот в Европа и влиза в сражение с Муса, но претърпява поражение и се връща в Анадола. Въпреки това положението на Муса е несигурно и нови турски бейове дезертират, преминавайки на страната на Стефан Лазаревич, който воюва срещу Муса в района на Пирот. Към края на годината Мехмед отново влиза в Тракия и се насочва към Сяр, но поради лошото време не успява да премине придошлата Марица и се връща в Бурса.
В първите дни на 1413 година Муса Челеби потегля от София на поход срещу Стефан Лазаревич, достигайки до Липовац. Тогава византийците изпращат Орхан в Солун и Муса се насочва на юг, като в Янина се жени за дъщеря на деспота Карло Токо. Когато достига Солун той пленява Орхан и извършва нападения срещу града и околностите му.
През пролетта на 1413 година Мехмед Челеби започва нов поход срещу Муса, като към войските му се присъединяват части на императора и на емира на Дулкадър, а след пристигането в Тракия получава подкрепата и на Евренос. Нападението е координирано със Стефан Лазаревич, който с унгарски и босненски подкрепления трябва да нападне от северозапад. Следвайки отстъпващия Муса, Мехмед достига до Поморавието, където обединява армията си с тази на Стефан и получава нови подкрепления от Евренос и Солун.
Първоначално Мехмед Челеби се насочва към Косово, а след това на североизток, където край река Искър нанася окончателно поражение на Муса. Самият Муса бяга от бойното поле, но е заловен и убит в местността Чамурлу. С това се слага край на десетилетните междуособици и Мехмед Челеби става единствен наследник на султан Баязид Йълдъръм.

## Значение за историята
Османските следовници постепенно се стабилизират и излизат от колапса, в който изпадат в резултат от удара, нанесен им от господаря на Азия и Персия – Тимур. Това се случва по много причини, главната от които е слабостта на балканските християнски владетели и липсата на обща политика между тях за съпротива на османците. Предоставеният им шанс от Тимур и съдбата е пропилян, а византийците следват зададения стереотип „за управлението на империята“ на предходните византийски императори и василевси, според който настройват един срещу друг враговете си, което в крайна сметка изиграва лоша шега на християните. Отсъствието на активна и обща външна политика между християнските владетели на Балканите позволява на османските наследници на Баязид I да стабилизират наново империята и през следващите три века да я изведат до статут на велика сила.

## Кампании и битки (1410 – 1413)
- Анадолската кампания на Иса, подкрепена от брат му Сюлейман и Византия, и насочена към отвоюване на Бурса и североизточния Анадол, завършила безрезултатно;
- Битка при Ямбол (1410) – Муса разбива румелийския сюлейманов бейлербей Синан;
- Битка при Космодион – Сюлейман с християнските си съюзници печели срещу Муса с християнските си съюзници;
- Битка при Пловдив (1410) – Муса подкрепен от Стефан Лазаревич се налага над Сюлейман, Георги Бранкович и Вук Лазаревич и в християнската междуособица;
- Битка при София (1411) – Муса окончателно надделява над Сюлейман;
- Битка при Чамурли – след която Мехмед става султан печелейки османската междуособица;